# Patrice Joly
Pour les articles homonymes, voir Joly.
Patrice Joly, né le 5 mai 1957 à Paris, est un magistrat et homme politique français.
Membre du Parti socialiste, il est président du conseil général de la Nièvre de 2011 à 2017 et sénateur de ce même département depuis 2017.

## Biographie

### Situation personnelle
Patrice Joly naît le 5 mai 1957 dans le 11e arrondissement de Paris. Originaire de Montigny-en-Morvan, village nivernais situé au cœur du Morvan, près du lac de Pannecière. Il y suit ses études puis au collège de Château-Chinon et enfin au lycée Jules Renard de Nevers.
Il poursuit des études de droit à l'université de Bourgogne à Dijon. Il achève sa formation en obtenant à l'université Paris-1 deux diplômes d'études approfondies (DEA), en science politique (1980) et droit public (1981). Parallèlement, il poursuit des études à Institut d'études politiques de Paris, dont il est diplômé en 1982.
Patrice Joly est magistrat et conseiller à la chambre régionale des comptes de la région Centre-Limousin de 1990 à 2011, année où il est élu président du conseil général de la Nièvre.

### Parcours politique

#### Élu d'Ouroux-en-Morvan
Maire d'Ouroux-en-Morvan de 1983 à 2011, il devient premier adjoint au maire de la commune à la suite des élections municipales de mars 2014. Il est également président de la communauté de communes des Grands Lacs du Morvan de création, en 2004, à sa disparition, en 2016.
En mai 2010, il prend également la succession de Christian Paul à la présidence du parc naturel régional du Morvan. Il est réélu en juin 2014.

#### Conseil général/départemental de la Nièvre
Conseiller départemental élu dans le canton de Montsauche-les-Settons depuis 1992, il est élu président du conseil général de la Nièvre le 31 mars 2011.

#### Sénateur de la Nièvre
Il est élu sénateur de la Nièvre le 24 septembre 2017. Membre du groupe socialiste et républicain et de la commission des finances, il est chargé d'une mission temporaire auprès du ministre de l'agriculture et de l'alimentation et de la ministre de la cohésion des territoires et des relations avec les collectivités territoriales.

## Détail des mandats et fonctions
- de 1983 à 2011 : maire d’Ouroux-en-Morvan
- depuis 1992 : conseiller général puis départemental de la Nièvre (élu dans le canton de Montsauche-les-Settons puis dans le canton de Château-Chinon)
- de 1998 à 2011 : vice-président du conseil général de la Nièvre
- du 1er janvier 2004 au 31 décembre 2016 : président de la communauté de communes des Grands Lacs du Morvan
- de 2005 à 2011 : premier secrétaire fédéral de la Nièvre du Parti socialiste, membre du conseil national du PS
- depuis 2010 : président du Parc naturel régional du Morvan
- depuis 2014 : premier adjoint au maire d’Ouroux-en-Morvan
- du 31 mars 2011 au 6 novembre 2017 : président du conseil général puis départemental de la Nièvre
- depuis le 2 octobre 2017 : sénateur de la Nièvre.

## Décoration
Il est nommé chevalier de la Légion d’honneur le 31 décembre 2015.